# Abraxas (gruppo musicale polacco)
Gli Abraxas sono un gruppo musicale neoprogressive polacco nato alla fine degli anni ottanta e scioltosi nel 2000. Il nome "Abraxas" è un riferimento al dio del bene e del male del romanzo Demian di Hermann Hesse.

## Storia
Il gruppo fu fondato a Bydgoszcz il 29 ottobre 1987 da Adam Łassa (cantante) e Łukasz Święch (chitarra). Fecero alcuni concerti come supporter per alcuni artisti polacchi come Ziyo e Rezerwat, e nel 1989 si sciolsero per due anni.
Nel 1991 il gruppo venne ricostituito con Mikołaj Matyska alla batteria, Krzysztof Pacholski alle tastiere, Rafał Ratajczak  al basso e Radek Kamiński alla chitarra. In questo periodo vennero scritte molte delle canzoni che sarebbero apparse sul primo album del gruppo. Tuttavia, fra il 1992 e il 1993 l'abbandono di Święch, seguito dalla morte di Kamiński, portò gli Abraxas a un nuovo periodo di silenzio.
Nel 1994 il gruppo risorse per la seconda volta dalle sue ceneri, con una nuova formazione che comprendeva Łassa (cantante), Szymon Brzeziński (chitarra), Marcin Mak (batteria), Marcin Błaszczyk (tastiere) e Ratajczak al basso. Nel 1996 uscì l'album di debutto Abraxas... Cykl obraca się. Narodziny, dzieciństwo pełne duszy, uśmiechów niewinnych i zdrady..., che fu presentato in una serie di concerti come supporto a star internazionali come Fish, Porcupine Tree e Page and Plant.
Il secondo album, del 1998, fu pubblicato in doppia versione, in polacco (col titolo Centurie) e inglese (Prophecies). Nello stesso periodo Brzeziński e Błaszczyk parteciparono alla registrazione di un album di Colin Bass e al successivo tour dell'Europa.
Nel 1999 fu pubblicato (nuovamente in doppia versione polacca e inglese) il nuovo album Abraxas 99, seguito dal disco dal vivo Live in Memoriam (2000), che viene considerato il lavoro migliore del gruppo. Dopo questi due lavori gli Abraxas hanno nuovamente cessato le attività, anche se non sono ufficialmente sciolti.

## Discografia
- Abraxas ... Cykl Obraca Się. Narodziny, Dzieciństwo Pełne Duszy, Uśmiechów Niewinnych I Zdrady (1996)
- Centurie (1998, pubblicato in inglese col titolo Prophecies)
- Abraxas 99 (1999, in doppia edizione in polacco e in inglese)
- Live in Memoriam (2000, dal vivo)